# 루도비쿠스 4세 인판스
루도비쿠스 4세 인판스(라틴어: Ludovicus IV Infans, 독일어: Ludwig IV., das Kind, 893년 7월/9월 – 911년 9월 24일)는 동 프랑크 왕국의 마지막 카롤링거 가문의 국왕이다. 또한 로트링겐의 군주이기도 했다. 황제 아르눌프의 적자이다. "인판스"란 "어리다"라는 뜻이다.
899년 12월 부왕이 죽자 7세에 동프랑크 왕국의 왕이 되었다. 900년 로트링겐의 폭동으로 서출 이복 형 츠벤티볼트가 암살되자 로트링겐의 왕도 겸임하였으나 911년에 사망하였다. 루트비히의 치세기간 중 마자르 족의 계속된 약탈과 침입으로 국경은 황폐화되었고, 루트비히는 907년이 되어서야 왕국의 군권을 장악하였다. 그러나 어려서부터 병약했던 그는 후계자른 남기지 못하고 사망했다. 그의 죽음으로 동프랑크의 카롤링거 왕조는 단절되었으며, 로트링겐은 서프랑크 왕국의 샤를 단순왕에게로 넘어갔다.

## 생애

### 젊은 시절
루트비히는 황제 아르눌프의 유일한 적자로 어머니는 네우스트리아의 오타이며, 893년 7월 또는 9월에 동프랑크 왕국 바이에른의 알퇴팅(Altötting)에서 태어났다. 일설에는 893년 10월 생이라고도 한다. 그는 동프랑크 왕국의 초대 군주 루트비히 독일인의 증손이 된다. 그에게는 알려진 형제만 해도 두 명의 서출 이복 형 츠벤티볼트와 라톨드가 있었으며, 츠벤티볼트는 로타링기아를 다스렸고, 라톨드는 부왕 아르눌프의 대리인으로 북이탈리아에 있었다. 어머니 네우스트리아의 오타는 콘라디안 왕가 사람이었다. 서녀였던 이복 누이 글리스무트는 프랑켄의 공작 콘라트와 결혼하였다.
루트비히는 어려서부터 병을 앓았으므로 체력이 좋지 않았다. 899년 12월 아버지가 죽자 6살의 나이로 왕위를 이어 받았는데 사실상 당시 왕국은 마자르족의 침입으로 황폐화되어 있었고, 지방 귀족들의 발호로 왕국은 거의 해체되어 있었다. 그의 재위기간 내내 마자르족의 습격으로 혼란에 빠졌다. 루트비히는 어리고 심약하여 자주 병에 걸려 건강이 안 좋았기 때문에 그의 치세내내 권력은 귀족들과 주교들의 손에 좌지우지 되었다. 그는 잦은 병치레를 하였으므로 한때 독에 중독되었다는 의혹이 제기되기도 하였다. 루트비히를 대신하여 섭정을 한 주요 자문은 마인츠 주교 하토(Hatto von Mainz)와 콘스탄츠의 주교이자 성 갈렌 수도원장 솔로몬 3세(Bischof Salomo III. von Konstanz), 아우구스부르크의 주교 아달베롱(Adalberon) 등이었다.
903년에는 어머니인 네우스트리아의 오타 역시 사망하고 그는 고아가 되었다. 일찍이 콘라디안 집안에서는 바벤부르크의 패권을 장악하려 하여 다른 귀족들과 말썽을 빚었다. 이때 루트비히는 자신의 외척이자 이런저런 혈연관계가 있던 콘라디안 집안의 손을 들어주었다. 루트비히는 자신의 외조카이자 연상이었던 콘라두스 1세를 프랑켄 공작에 임명했다.

### 치세 기간

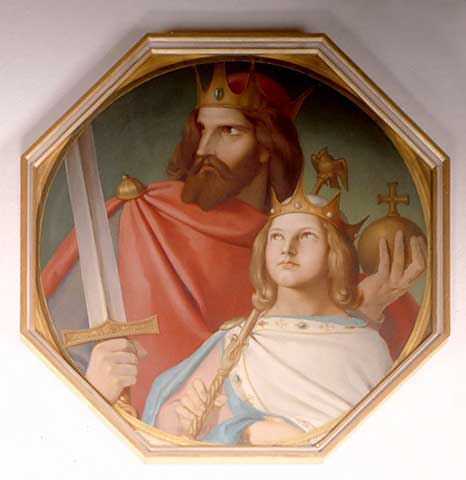
아르눌프와 그의 아들 유아왕 루트비히, 요한네스 야고보 융 작품 (독일, 19세기 초)

900년 1월 21일 동프랑크 왕국의 국왕임을 선언했다. 그러나 900년 2월 4일 바이에른의 포히하임(Forchheim)에서 정식 국왕으로 선언되고, 대관식을 하였다. 900년 8월 그의 이복 형이자 서출인 츠벤티볼트가 로트링겐 귀족들이 일으킨 폭동에 휘말려 암살되자, 그는 어린 조카들을 제치고 로타링기아도 물려받았다. 그러나 로렌의 귀족들은 프랑켄의 게버하르트를 로트링겐 공으로 임명해 그를 대신하여 로렌을 통치하게 했다. 유약한 루트비히를 대신해 마인츠 대주교 하토와 콘스탄스 주교 솔로몬 3세 등 두 명의 주교들이 권력을 행사했는데 그들은 프랑코니아 공작 콘라두스 1세를 재상으로 임명했다.
900년 마자르 족이 바이에른을 침공하여 황폐화시켰다. 그러나 후작 리우트폴트와 파사우의 주교 리샤르에 의해 격퇴되었다. 901년에는 마자르 족이 케른텐을 침공하여 황폐화시켰다.
901년 레겐스부르크(Regensburg)에서 의회를 소집하고, 903년 포히하임에서 의회를 소집했다,
904년 루트비히는 마자르 족의 지도자 쿠르산(Kurszán)에게 사자를 보내 협상을 요청했지만, 쿠르산은 루트비히가 보낸 사자들을 살해하였다.
906년 트레부르(Trebur)에서 의회를 소집했다. 쿠르산 사후 906년과 907년 마자르 족은 다시 작센으로 쳐들어와 황폐화시켰다.(브라티슬라바 전투) 이는 후작 리우트폴트에게 바이에른에서 패한 데 대한 보복으로 리우트폴트를 비롯한 많은 귀족들을 사살했다. 이 전투에서 바이에른의 리우트폴트, 잘츠부르크의 주교 테오도마르 등을 잃었다. 908년에는 튀링겐에 침략한 마자르 족에 의해 후작 부르하르트 폰 튀링겐과 뷔르츠부르크 주교 루돌프 등을 일었다.
그러나 마자르 족과의 전투에서 번번히 패배하고 왕의 권위는 실추되었다. 906년 콘라디언 가문과 바벤베르크 가문과의 전투가 벌어졌는데, 이때 루트비히는 바벤베르크 가문이 프랑켄 공작 콘라트를 죽이는 것을 지원하였다. 루트비히와 귀족들은 마자르 족에게 사절단을 보냈고, 마자르 족 역시 아르파드의 다음 순위인 2인자 쿠르잔을 친히 보냈다. 루트비히는 이들을 독살하는 것으로 답하였다.
906년 친히 군사를 이끌고 작센을 침략한 마자르 족과 교전했다. 907년 초 루트비히는 마자르 족이 국경지대를 넘어오자, 직접 군사를 이끌고 맞섰지만 프레센부르크 전투에서 병사를 잃고 처참하게 패배하였다. 그해 여름에도 마자르 족이 쳐들어와 직접 출정하였으나 907년 7월 4일 바이에른의 공작 리우트폴트와 대주교인 잘츠부르크의 테오트마르(Theotmar) 등을 잃고 말았다.
그는 이름뿐인 통치자에 불과했고, 어머니 네우스트리아의 오타는 903년경에 사망했다. 루트비히는 친정을 하려 했지만, 자주 병에 걸려 건강이 좋지 않아 자신의 정부를 통제할 수 없었다. 루트비히는 콘스탄스 주교이자 성 갈레 수도원장 살로몬 3세(Salomo III)와 아우구스부르크 주교 아달베르트, 마인츠 대주교 하토 1세를 섭정으로 삼았다. 결국 마인츠 대주교 하토 1세와 프랑켄 공작 콘라트가 동프랑크 왕국의 사실상의 실권자로 군림했다.

### 혼란과 최후
루트비히는 성장하면서 군권을 장악하고, 마자르족에 대한 군사원정을 벌였는데 별로 성공적이지 못했다. 907년 그가 군사 통제권을 쥐었을 때는 이미 에르네스부르크 등의 도시들은 파괴된 상태였다. 그해에 마자르 족이 나타나자 루트비히는 친히 군사를 이끌고 교전하였으나 안스부르크에서 참패했다.
909년 작센과 튀링겐에 마자르 족이 나타나자 루트비히는 바이에른의 불쾌공 아르눌프에게 도움을 청했다. 아르눌프는 로트 강변에서 마자르 족과 싸워서 격퇴했고, 910년 루트비히는 친히 동프랑크 왕국의 육군을 이끌고 아우구스부르크 근처에서 마자르 족을 격파했다. 이어 레흐 강 근처 레흐펠트 전투에서 마자르 족을 상대했지만, 루트비히의 군사가 패했다. 마자르 족은 다시 발길을 돌려 슈바벤과 프랑켄을 약탈한 뒤 라인강을 넘어 부르고뉴까지 쳐들어가 황폐화시키고 약탈을 감행하였다. 왕권의 실추를 막지 못한 그는 콘라디안 가문의 손을 들어주었지만, 바벤베르크 가문과 콘라디안 가문의 갈등 때 강력한 귀족이었던 프랑켄 공 콘라트를 제거하는데 비밀리에 협력한다. 그러나 콘라트의 아들인 콘라트 1세는 오히려 실권자 행세를 하게 된다.
910년 마자르 족이 아우크스부르크 근처까지 쳐들어오자 유아왕 루트비히는 직접 군사를 이끌고 마자르족과 싸웠지만 루트비히의 군대는 안스부르크에서 참패, 전멸하고 말았다. 911년 마자르 족의 군대가 슈바벤과 프랑켄을 약탈하고 라인강을 넘어 부르고뉴로 건너갔지만 루트비히는 이를 막을 수 없었다. 910년 무렵부터 심각한 우울증에 시달렸을 가능성이 있던 루트비히는 911년 9월 24일 프랑크푸르트 암 마인에서 18살의 나이로 죽었다.

### 사후
후사가 없이 사망했으므로 900년 11월 동프랑크 귀족들이 포르츠하임에 모여 국왕을 선출하였다. 새로운 국왕 후보자로는 서프랑크의 단순왕 샤를 3세 생쁠과 프랑켄 공작 젊은 콘라트(콘라두스)가 물망에 올랐다. 투표 결과, 루트비히의 근친이자 프랑켄의 공작인 콘라두스 1세(콘라트 1세)가 왕으로 선출되었다. 국왕선출에서는 마인츠, 쾰른의 대주교와 작센, 프랑켄, 슈바벤, 바이에른 공작이 투표권을 행사하였다. 이는 2백년간 유지되다가 1198년부터는 마인츠, 쾰른의 대주교 및 작센, 팔츠, 브란덴부르크의 공작과 왕이 독일 군주를 선발하는 제도로 명문화되어 정착된다. 이들 국왕 선거인들 중 왕과 공작 등은 선제후라는 칭호를 부여받게 된다.

로트링겐의 귀족들은 선출 군주에게 충성하느냐 서프랑크 왕국의 카롤링거 군주 샤를 3세 생쁠에게 충성하느냐를 놓고 논란이 일어났다가 하인아우트 출신 레니에가 서프랑크 왕국 샤를 3세 생쁠에게 충성하자고 강력 주장하여 서프랑크 왕국으로 가게 되었다.

유아왕 루트비히의 사후 동프랑크 왕국은 사실상 단절된 것으로 간주한다. 그러나 동프랑크의 국왕(rex francorum orientalium) 또는 프랑크인의 국왕(rex francorum)이라는 칭호는 콘라트 2세까지 사용하게 된다. 루트비히의 시신은 부왕 아르눌프의 석관이 안치된 레겐스부르크(Regensburg)의 성 에메람 수도원(St. Emmeram)에 안치되었다.

## 기타
그가 죽자 로트링겐(로렌)의 귀족들은 레니에 1세를 공작으로 선출한다. 로트링겐의 귀족들은 다른 왕을 선출하는 대신 카롤링거 왕조 출신의 군주를 받들기로 하고 서프랑크의 샤를 3세 (단순왕 쌩쁠)에게 충성서약을 하고 그를 왕으로 받들었다. 이후 1150년대까지 독일과 프랑스는 로트링겐(로렌)의 영유권을 놓고 갈등을 벌이게 되었지만, 로트링겐은 점차적으로 프랑스의 영향력하에 놓이게 되었다.
그의 죽음과 동시에 슈바벤과 바이에른, 작센은 거의 반 독립화되어 스스로 자립하였다.
그 외에도 13세기에 루트비히 4세가 있는데 이는 이탈리아의 루트비히 2세, 프로방스 출신으로 900년에 황제가 된 루트비히 3세에 이은 루트비히 4세이다. 루트비히 4세는 독일의 군주로는 루트비히 5세가 된다.

## 같이 보기
- 아르눌프
- 츠벤티볼트
- 라톨드
- 콘라두스 1세
- 로트링겐

## 참고 자료
- Joseph Calmette Le Reich allemand au Moyen Âge, Payot, Paris 1951.
- Pierre Riché, Les Carolingiens, une famille qui fit l'Europe, Paris, Hachette, coll. « Pluriel », 1983 (réimpr. 1997), 490 p. (ISBN 2-01-278851-3)
- Jean-Charles Volkmann, Bien connaître les généalogies des rois de France, Éditions Gisserot, 1999, 127 p. (ISBN 978-2-87747-208-1)
- Michel Mourre, Le Petit Mourre. Dictionnaire d'Histoire universelle, Éditions Bordas, avril 2007 (ISBN 978-2-04-732194-2)
- Hans-Werner Goetz: "Dux" und "Ducatus". Begriffs- und verfassungsgeschichtliche Untersuchungen zur Entstehung des sogenannten "jüngeren" Stammesherzogtums, Bochum 1977, ISBN 3-921543-66-5.
- Paul Fridolin Kehr: Die Kanzlei Ludwigs des Kindes, Berlin 1940.
- Thilo Offergeld: Reges pueri. Das Königtum Minderjähriger im frühen Mittelalter, Hannover 2001, ISBN 3-7752-5450-1. (Rezension)
- Alois Schmid: Ludwig das Kind. In: Lexikon des Mittelalters (LexMA). Band 5, Artemis & Winkler, München/Zürich 1991, ISBN 3-7608-8905-0, Sp. 2175.
- Theodor Schieffer: Ludwig das Kind. In: Neue Deutsche Biographie (NDB). Band 15, Duncker & Humblot, Berlin 1987, ISBN 3-428-00196-6, S. 329–331 (Digitalisat).

| 전임 아르눌프 | 동프랑크의 왕 899년 - 911년 | 후임 콘라두스 1세 |

| 전임 츠벤티볼트 | 로타링기아의 왕 900년 - 911년 | 후임 샤를 단순왕 |

| 전임 동프랑크의 아르눌프 | 바이에른 국왕 899년 - 907년 | 후임 리우트폴트의 아르눌프 |